# Ардито Дезио
Ардито Дезио (на италиански: Ardito Desio) е италиански изследовател, алпинист, картограф и геолог. Извършва множество изследвания на планини в Европа, Африка, Азия и Антарктида. Дезио е ръководител на експедицията за изкачване на К2 през 1954 година когато Ачиле Компаньони и Лино Лачедели стават първите хора изкачили К2.
Завършва геология във Флорентинския университет (1916–1920). По време на Първата световна война участва в корпуса Алпини и е заловен от австрийците на планината Пасубио. След края на войната продължава обучението си в същия университет. По-късно става професор по геология в Миланския университет.
Започва геоложките си проучвания в някои части на Алпите и Апенините през 1920 година. През следващата година проучва Додеканезите.
Прекарва последните си години в Рим като умира през 2001 на 104 години.

## Проучване на Сахара
През 1931 година Дезио е изпратен от италианската академия на науките да събере геоложки, антроположки и палеонтоложки данни за районите на Сахара и местното население. Той тръгва от Аджедабия към оазиса Куфра с керван от 54 души, 102 камили (22 ездитни и 80 товарни) и 9 тона екипировка.
Целта на експедицията обаче не е оазиса Куфра, а едно 4000 километрово пътешествие из самата пустиня Сахара. Поради борбата на сенусите срещу италианската окупация пътуването е много тежко. След многодневен преход през пустинята Серир, където Дезио прави много проучвания, керванът най-после достига до Куфра. След това групата продължава на юг към Судан където прави оглед на масивите Ауейнат и Аршену, но поради бюрократични трудности се отказва от пътуването до Тибести. За това Дезио потегля към района на Фезан за да достигне извора Уао Намус – затихнал вулкан в центъра на базалтова пустиня. В кратера откриват малки езера със солена вода, палми и малко растителност.
Пътешествието продължава до Уао Кабир и вулканичния район Харуг. Дезио извършва огромно количество геоложка работа и се връща в Италия с десетки сандъци образци.